# 낚싯바늘

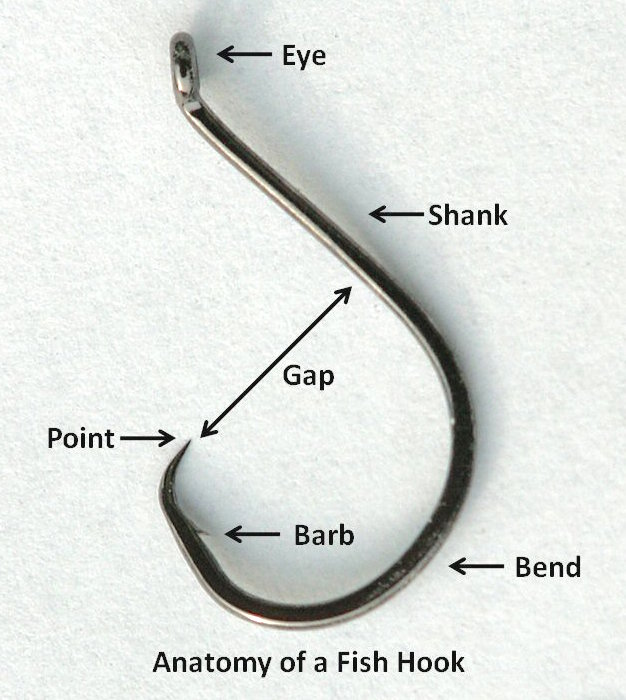
낚싯바늘

낚싯바늘은 낚시에 사용되는 바늘로, 대부분의 낚싯바늘이 J 자형 갈고리 형태이다.
낚싯바늘은 낚싯바늘을 뚫고 물고기 입 안쪽에 끼워 넣거나(낚시), 드물게 물고기의 외부 몸통을 찔러 걸러 물고기를 잡는데 사용되는 고리이다. 낚싯바늘은 일반적으로 대상 물고기를 회수를 위해 낚시꾼에게 묶는 줄에 부착되며, 일반적으로 물고기가 먹이를 찾거나 사냥하려는 본능에서 낚싯바늘을 삼키도록 유인하는 어떤 형태의 미끼나 미끼로 옷을 입는다.
낚싯바늘은 어부들이 민물고기와 바닷물고기를 잡기 위해 수천 년 동안 사용해 왔다. 낚시계에는 엄청나게 다양한 낚싯바늘이 있다. 후크의 용도에 따라 크기, 디자인, 모양 및 재질이 모두 가변적이다. 낚싯바늘은 일반 낚시에서 극도로 제한적이고 전문적인 용도에 이르기까지 다양한 목적으로 제조된다. 낚싯바늘은 다양한 유형의 인공, 가공, 죽은 또는 살아있는 미끼(미끼 낚시)를 담도록 설계되었다. 무척추동물 먹이를 인공적으로 표현하기 위한 형태로 사용되거나(예: 제물낚시) 먹이를 모방하는 다른 장치에 부착된다.(루어 낚시) 2005년 포브스(Forbes)는 낚싯바늘을 인류 역사상 최고의 도구 20개 중 하나로 선정했다.

## 같이 보기
- 낚시